# Otto Ingold
Otto Ingold (* 4. Oktober 1883 in Bern; † 20. Februar 1943 ebenda) war ein Schweizer Architekt und Innenarchitekt.

## Leben und Werk

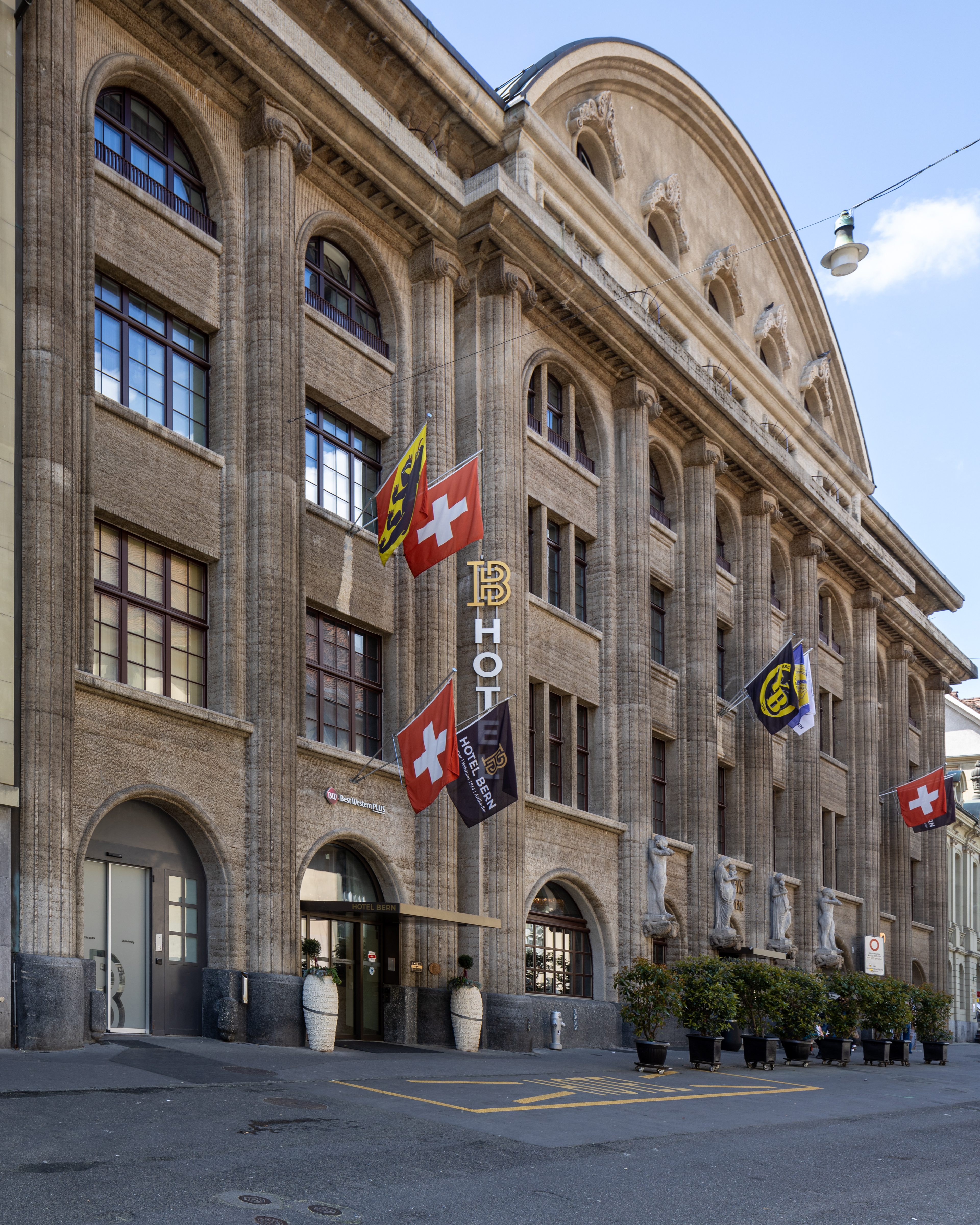
Volkshaus in Bern (2022)

Otto Ingold besuchte die Kunstgewerbeschule Bern und studierte anschliessend am kantonalen Technikum in Burgdorf. Danach arbeitete er in den Architektenbüros von Albert Gerster und Karl Indermühle in Bern.
1904 bildete sich Ingold in Innenarchitektur an der Technischen Hochschule München weiter. Später hielt er sich an den Vereinigten Werkstätten für Kunst im Handwerk in Innsbruck und Stuttgart auf.
Ingold führte ab 1910 in Bern sein eigenes Architekturbüro und baute die Häuser für Cuno Amiet und Emil Cardinaux. Zusammen mit Franz Trachsel realisierte er von 1919 bis 1923 die Wohnsiedlung auf dem Weissensteingut. Unter Ingolds Anleitung vollzog sich auch die Umgestaltung der Aula der Universität Bern. Das Volkshaus Bern gilt als sein Hauptwerk.
Otto Ingold war Mitglied der Sektion Bern der GSMBA und prägte zahlreiche Raumkunstausstellungen, so die Schweizerische Landesausstellung 1914 sowie 1931 die Erste Schweizerische Ausstellung für Gesundheitspflege und Sport (Hyspa) in Bern.  
Ingold war Mitbegründer des Schweizerischen Werkbundes und Mitglied des Bunds Schweizer Architekten.